# Chloroclystis maculata
Chloroclystis maculata är en fjärilsart som beskrevs av Hudson 1898. Chloroclystis maculata ingår i släktet Chloroclystis och familjen mätare. Inga underarter finns listade i Catalogue of Life.